# ديفيد إيجلمان
ديفيد إيجلمان (مواليد 25 أبريل 1971) (بالإنجليزية: David Eagleman)‏، هو عالم أعصاب أمريكي ويعمل مُدرّسا مساعدا في جامعة ستانفورد وهو الرئيس التنفيذي لشركة NeoSensory، كما يدير مركز العلوم والقانون غير الهادف للربح، والذي يسعى إلى مواءمة النظام القانوني مع علم الأعصاب الحديث. كما أنه معروف بعمله على اللدونة العصبية، إدراك الزمن، الحس المرافق، وneurolaw. وهو زميل في غوغنهايم ومؤلف كتاب مفضل في قائمة نيويورك تايمز لأكثر الكتب مبيعا نشر ب 32 لغة.

## روابط خارجية
- ديفيد إيجلمان على موقع IMDb (الإنجليزية)
- ديفيد إيجلمان على موقع ميوزك برينز (الإنجليزية)
- ديفيد إيجلمان على موقع قاعدة بيانات الفيلم (الإنجليزية)